# Оспедалето-Екс Дета Лацери (Пиза)
Оспедалето-Екс Дета Лацери је насеље у Италији у округу Пиза, региону Тоскана.
Према процени из 2011. у насељу је живело 31 становника. Насеље се налази на надморској висини од 4 м.